# Vörösmarty Mihály
Vörösmarty Mihály (Pusztanyék, 1800. december 1. – Pest, 1855. november 19.) magyar költő, író, ügyvéd, táblabíró, a Magyar Tudományos Akadémia és a Kisfaludy Társaság rendes tagja, a magyar romantika egyik legnagyobb alakja.

## Életrajza

### Származása
Szegény kisnemesi családba született egy Velencei-tó környéki faluban, Pusztanyéken (ma Kápolnásnyék része). Édesapja idősebb Vörösmarty Mihály (1764–1817), aki 1797-ben szegődött gróf Nádasdy Ferenc nyéki birtokára gazdatisztként, édesanyja Csáthy Anna (1787–1834); mindketten római katolikus vallású nemesi családok leszármazottjai. Az apai nagyszülei Vörösmarty Ferenc vármegyei hadnagy és Simogha Erzsébet voltak. Az anyai nagyszülei Csáthy György (1742–1807) és Szalay Anna (1746–1799) voltak.

## Házassága és leszármazottjai
1843. május 9-én a Komárom vármegyei Csépről nőül vette a nála 26 évvel fiatalabb Csajághy Laurát (Csép, 1825. február 20.–Budapest, 1882. február 13.), akitől öt gyermeke született:
- Vörösmarty Béla (Pest, 1844. április 23. – Budapest, 1904. október 9.) igazságügyi államtitkár, a Kúria másodelnöke.[4]
- Vörösmarty Ilona Etelka Mária Láura (Pest, 1846. május 2.–Budapest, 1910. december 13.), palotahölgy.[5][6] Férje: dukai és szentgyörgyvölgyi Széll Kálmán (Gasztony, Osztrák Császárság, 1843. június 8. – Rátót, Ausztria–Magyarország, 1915. augusztus 16.)[7] valóságos belső titkos tanácsos, előbb a Tisza Kálmán-kormány első pénzügyminisztere, majd a Magyar Királyság miniszterelnöke 1899-től 1903-as lemondásáig.
- Vörösmarty Erzsébet Júlia Paulina (Pest, 1847. július 19.–Pest, 1879. július 21.), hajadon.[8][9]
- Vörösmarty Mihály (Pest, 1845. április 24.)
- Vörösmarty Irma Jozefa (Pest, 1848. november 16.).[10]

### Tanulmányai
1807-től 1811-ig Pusztanyéken, 1811–16 között a székesfehérvári Ciszterci Szent István Gimnáziumban, majd annak VI. osztályától a pesti Piarista Gimnáziumban 1816–17-ben tanult. Apjának keveset kellett költenie rá, mert csakhamar alkalmazták két fiú mellett: élelmezését, szállását tanítással kereste meg. Pesten több könyvhöz is hozzájutott, az újabb magyar költők művei, főként klasszikusok műfordítása: Baróti Aeneise, Rájnis Eklogái, Virág Benedek ódái és horatiusi levelei. Mindezek hatással voltak rá, s kevesebbet tanult ugyan, de annál többet verselt.
1817 nyarán, a pesti egyetemre kerültekor meghalt az apja, aki az utóbbi években állásától megválva, önállóan gazdálkodott, s a rossz évek miatt jövedelmének jó részét elvesztette. Halála az egész család hanyatlását vonta maga után; az özvegy édesanya ugyan tovább gazdálkodott, de évről-évre szegényebb lett, s a gyermekeknek korán meg kellett küzdeniük az élettel. Alig öt év alatt mindenüket el kellett adniuk, és így az özvegy nem neveltethette tovább gyermekeit, sőt maga is a nyomorral küzdött.
Vörösmarty mint egyetemista, 1817 novemberében a Perczel családhoz került nevelőnek; Perczel Sándor három fia, Sándor, Mór és Miklós voltak a növendékei. Nyolc évig volt nevelő; 1820-tól a Bonyhád melletti Börzsönypusztán, majd 1823 őszétől újra Pesten lakott tanítványaival, s mindemellett 1820-ban elvégezte a bölcsészkart. Reménytelenül beleszeretett Perczel Adélba (Etelkába). Később Perczelnek börzsönyi birtokára ment és ott készült a jogra, melyből félévenként vizsgát tett, kitűnő osztályzattal.

### Felnőttkora
A Börzsönyben töltött két év alatt Perczel Sándor gazdag könyvtárát bújta. Megismerkedett Egyed Antal és Teslér László írókkal. 1823-ban hozzáfogott a Zalán futása megírásához, mialatt 1822–23-ban joggyakornok volt Csehfalvi Ferenc Tolna vármegyei alispán mellett, Görbőn. 1823 őszén Pestre ment; ott ismét a Perczel fiúk nevelését vette át, s egyúttal felesküdött királyi táblajegyzőnek.
1824. december 20-án letette az ügyvédi vizsgát, de nem ügyvédkedett. Ezidőtájt ismerkedett meg Zádor (Stettner) Györggyel, aki aztán meghitt barátja lett; ő ismertette össze Fáy Andrással, s elvitte hozzá a Vadász Kürtbe, ahol lakott Deák Ferenc. 1825-ben már országos híre volt és bár szűkös körülmények közt élt, 1826 augusztusában, befejezvén tanítványainak nevelését, elhatározta, hogy az írói pályán marad.
Költői hírnevét a Zalán futása című, 1825-ben megjelent honfoglalási eposza alapozta meg. A nemzet ébresztője nevet kapta érte.
1827-ben Zádorral kirándulást tett dunántúli megyékben. 1827 márciusától 1831 végéig szerkesztette a legjelentősebb tudományos folyóiratot, a Tudományos Gyűjteményt (és 1828 márciusától ennek szépirodalmi havi mellékletét, a Koszorút 800 váltóforint tiszteletdíjért). A Magyar Tudományos Akadémia 1830. november 17-én alakuló gyűlésén második fokozatú rendes taggá és néhány nappal utóbb az elhunyt Kisfaludy Károly helyébe első fokozatúvá tette, 500 pengőforint fizetéssel. Előkelő szerepe volt az intézmény korai munkásságában, s leginkább az ő fellépésének volt eredménye, hogy az akadémia mindjárt kezdetben a Révai-féle nyelvtani rendszert fogadta el.

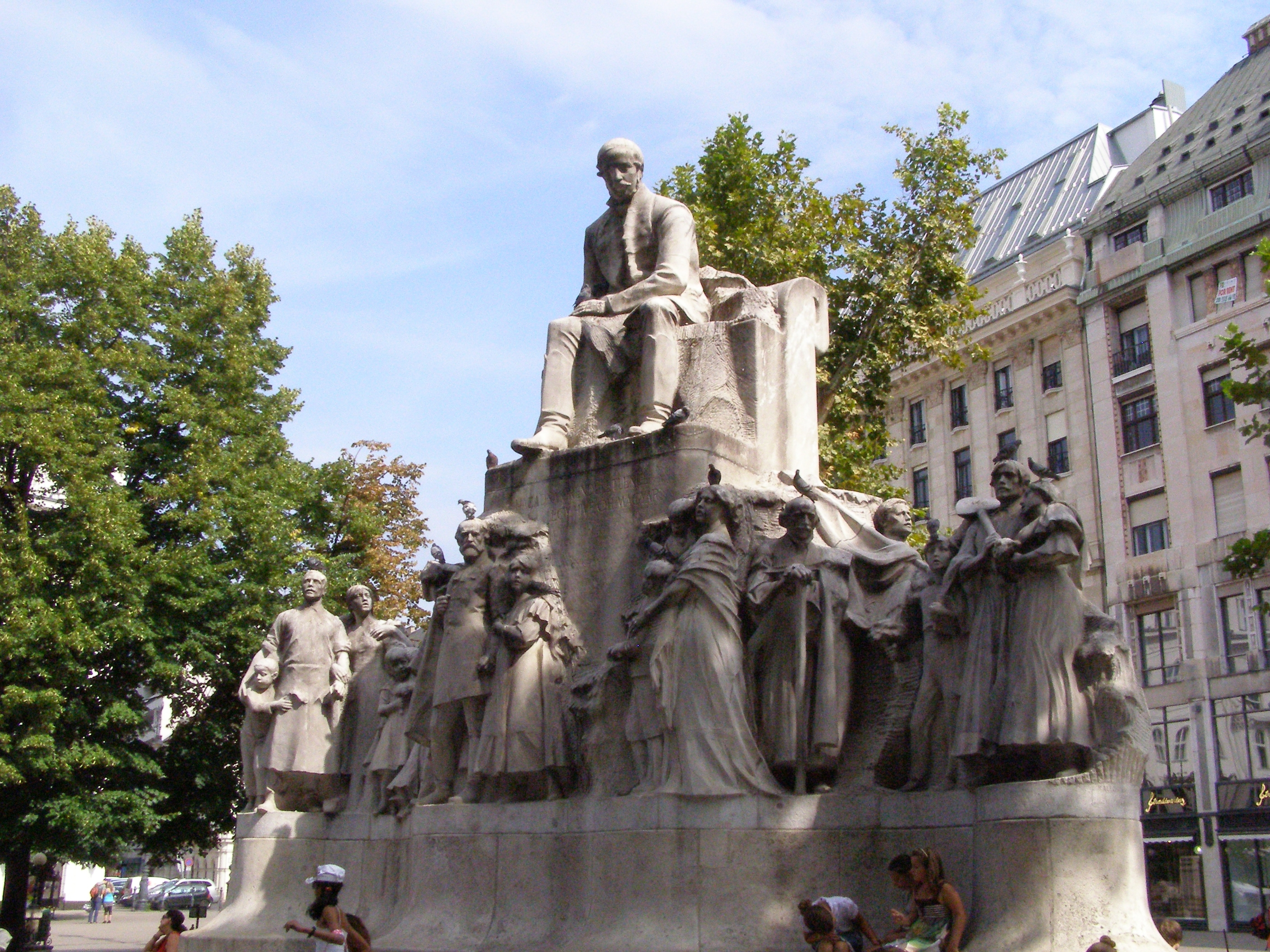
Emlékműve a budapesti Vörösmarty téren

1832-ben munkái első gyűjteményét eladta Károlyinak 1100 forintért; 1834-ben a Marczibányi Intézettől átvette a 400 forintnyi pályadíjat, amelyet a Zalán futásáért 1828-ban odaítéltek neki. Ezzel segíthetett magán és szűkölködő anyján is. Addig a Mázsa utcában, egy kis szobában húzta meg magát, amit még fűteni sem tudott, úgyhogy Zádor György barátjánál kötött ki. Voltak olyan napjai is, hogy jurátusi díszruháját zálogba kellett adnia, mert büszkébb volt annál, hogysem panaszkodjék. 1828-tól 1830-ig a Lipót utcában a Turóczy-féle ház egyik szűk szobájában lakott; onnan a Kalap utcába költözködött, Fáy András mellé, aki gyakran meghívta vacsorára, ahol egész akadémiai klub alakult. Nőkkel Bártfay estélyein találkozott, ahol ő, Bajza és Kisfaludy jobb műveiket felolvasták a társaságnak; itt ismerkedett meg báró Wesselényi Miklóssal. 1834. szeptember 15-én meghalt az édesanyja, s ő nem is búcsúzhatott el tőle, mert Ferenczy szobrásszal éppen az Alföldön utazgatott. Szép epigrammában siratta meg. Kilenc társával megalapította a Kisfaludy Társaságot, amelynek 1837. február 6-án volt az alakuló gyűlése.
1837-től 1843-ig Bajza Józseffel és Toldy Ferenccel az Athenaeumot szerkesztette.
Színikritikusként 1837-ben lépett a közönség elé. Kritikái közelebb hozták a színészekhez és drámaírókhoz, akik játék után örömest siettek a „Csigába”, ahol az írók vacsorázni szoktak. A „Csiga” vendégei később annyira megszaporodtak, hogy az első emeletet kellett kibérelniük, s ebből keletkezett később a Nemzeti Kör, majd az Ellenzéki Kör. Vörösmarty volt a központi alakja, egyszersmind első elnöke. Nőtlen volt, itt töltötte esténként üres óráit. Megjelent néha Széchenyi István és Batthyány Kázmér estélyein is.
1842-től a Nemzeti Kör elnöke, 1847-től az Ellenzéki Kör alelnöke volt.
1842-ben, saját költségén adta ki Újabb munkáit, de nem kelt el belőle 20 példány; ezt is szegény tanulók vették meg, s így a nyomdának tartozott a nyomtatási költséggel; az lefoglaltatta bútorait; és amikor már az árverés is ki volt tűzve, szomorúan ballagva az utcán, találkozott Kossuth Lajossal, akinek elmondta a baját. „No, várj, segítünk a bajon!” mondá, és írt egy vezércikket: „Szégyen, gyalázat…” kezdettel, felhívta ez ügyre a közönség figyelmét, és másnap az összes példány elkelt.
1843. május 9-én a Komárom vármegyei Csépről nőül vette a nála 26 évvel fiatalabb Csajághy Laurát (1825–1882); öt gyermekük született: Béla, Ilona, Erzsébet, Mihály és Irma. Utóbbi kettő már kisgyermekkorában meghalt. A kisfiú halálakor Petőfi Sándor verset is írt.
1843-ban Deák Ferenccel meglátogatta Wesselényit Erdélyben. Politikával nem foglalkozott, de Széchenyi reformmozgalma lelkesedéssel töltötte el, és lírája hol előhírnöke, hol kísérője lett a nemzeti küzdelemnek. Gyermekei szaporodásával megélhetése nehezülvén, aggodalmak szállották meg, mert csak akadémiai fizetése és a költeményeiért kapott pár száz forint képezte jövedelmét. Ezután már nagyobb munkát, a Czillei és Hunyadiak című drámáján kívül nem is írt. Kilián könyvárus 2600 forintért vette meg összes műveit; ez segített rajta, de pár év alatt az is elfogyott.

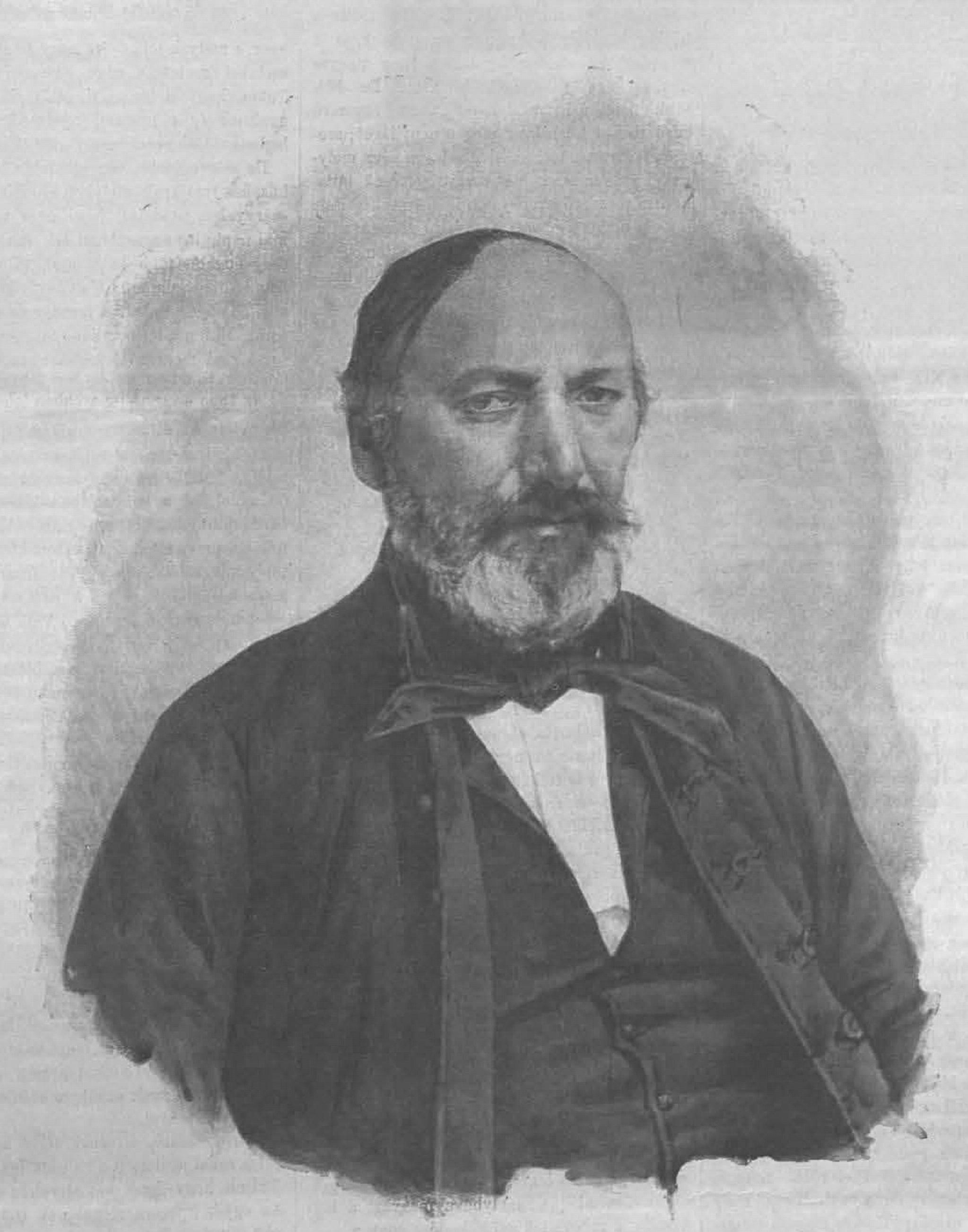
Vörösmarty, halála évében

Batthyány Kázmér gróf Mány tagosításakor két maradványtelket ajándékozott neki, amelyeket később tőle egész haláláig fizetendő 500 forintért visszaváltott. 1845. július 14-én Zala vármegye táblabírájának választotta. Az 1848. évi változást nagy lelkesedéssel fogadta. Örömnapjait azonban családi csapás zavarta meg: legkisebb fia áprilisban meghalt. Politikai cikkeket írt; szót emelt a zsidók mellett. Azonban a nagy politikai mozgalom aggodalomba ejtette, amit Deák hallgatagsága még növelt. 1848-ban Eötvös József vallás- és közoktatásügyi miniszter felajánlotta neki a pesti egyetem irodalmi tanszékét, de ő nem fogadta el.
1848. június 9-én Bács-Bodrog vármegye almási kerülete egyhangúlag képviselőjévé választotta; a képviselőház leghallgatagabb tagja volt. Nem volt jó szónok. 1849. június 15-én, a Habsburg-ház trónfosztása után a kegyelmi törvényszék közbírájává nevezték ki évi 4000 forintos fizetéssel. Július 10-én – Kossuth ajánlására – a bácsalmási választókerület országgyűlési képviselővé választotta. Követte a kormányt Debrecenbe, Szegedre és Aradra.
A világosi fegyverletétel után hosszabb ideig bujdosnia kellett. Közben egyik lánya meghalt, egészségi állapota megromlott. A hányódás és a reménytelen élet beteggé tette; ekkor (1850) Pestre ment, és föladta magát a katonai törvényszéken; kikérdezték, és elítéltetéséig szabadlábon hagyták. Májusban házat és földet vásárolt a Fejér vármegyei Baracskán. 
1850 nyarán Haynautól kegyelmet kapott, és családjával Csépre, neje szülőhelyére költözött; de ott nem tudott megszokni.
Boross Mihály Baracskán idősebb Pázmándy Dénessel jó viszonyban volt. Kieszközölte, hogy a főúr a Baracskával határos szentiványi pusztáján a csinos tiszti lakot kétholdnyi kerttel Vörösmarty élete tartamára 1 forint bérért átadja. Baracskán köztiszteletnek örvendett, és családja legkisebb nélkülözést sem szenvedett, mert a baracskai urak elhalmozták jótéteményeikkel. Kertészettel foglalkozott. 1853 tavaszán szülőföldjére, Kápolnásnyékre költözött. Mind a két helyen jól érezte magát, csak a Bach-kormány rendszabályai nehezültek kedélyére. Vértolulások törtek rá, szívbetegsége tüneteként gyakran nehézlégzésben szenvedett.

### Halála

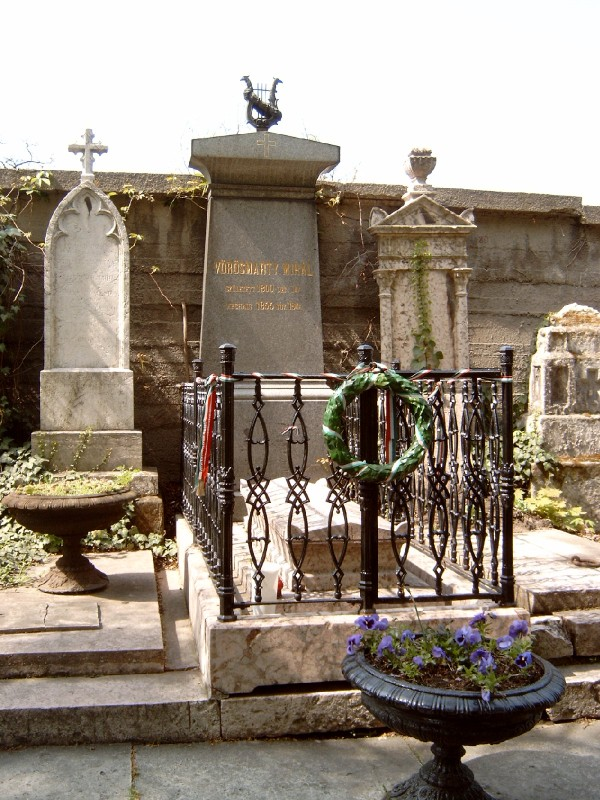
Vörösmarty Mihály sírja Budapesten. Kerepesi temető: J. 82. A kivitelező a Gerenday-cég volt

Szívelégtelensége 1853 őszén komolyabbra fordult, és hullámzó állapotú tüdővizenyő fejlődött ki nála. 1854-ben valóságos szenvedés volt élete, 1855-ben a balatoni fürdőzést használta, de sikertelenül. Ekkor közölte a Pesti Napló (1855. II. 6. sz.) A vén cigány című utolsó költeményét. November 17-én a költő egész családjával Pestre költözött, a Váci utcai Kappel-házba, hogy állandó orvosi felügyelet alatt lehessen. Azon az emeleten vett ki lakást, amelyen azelőtt 25 évvel barátja, Kisfaludy Károly lakott és meghalt. A lépcsőn fölmenet összerogyott; lefektették, de nem kelt fel többé; utoljára november 19-én délután egy órakor Deák Ferenc és Kemény Zsigmond látogatták meg, s alighogy távoztak, Vörösmarty délután negyed kettőkor, életének 55., házasságának 13. évében meghalt. A halál okaként Gyulai Pál agyszélhűdést (apoplexia serosa cerebri) nevez meg, míg Eötvös Károly azt írja „Utolsó napjaiban Kovács József, a későbbi híres egyetemi tanár és sebész volt körülötte, s tőle hallottam, hogy szívbajának legalább egy év előtt már erősen kifejlődöttnek kellett lenni. Meg volt támadva tüdeje is, s halálát közvetlenül tüdővizenyő nevű betegség idézte elő.”
Temetése valódi nemzeti gyászünnep volt: november 21-én ment végbe, éppen Kisfaludy Károly halála napján és óráján, délután kettőkor. Pest emberemlékezet óta nem látott oly népes temetést. A költőkirály ott nyugszik a Kerepesi úti temetőben, neje állíttatott neki síremléket; Fejér vármegye és Székesfehérvár városa díszes szoborral tette emlékét maradandóvá. Vörösmartynak özvegye és három gyermeke Béla, Ilonka és Erzsébet maradt, akikre nem hagyott egyebet költői dicsőségénél; de a nemzet megmutatta, hogy nagyjait meg tudja becsülni: Deák Ferenc felhívására néhány hónap alatt 103 000 forint gyűlt össze. A Magyar Tudományos Akadémia 1858. december 20-i közülésén báró Eötvös József tartott róla emlékbeszédet; a Kisfaludy Társaságban pedig 1864. február 6-án báró Kemény Zsigmond.
Sírját, sok más sírral együtt, a Rákosi-korszakban fel akarták számolni, ám ez nem valósult meg.

## Jellemrajza, testi adottságai
Eötvös Károly 1855-ben, halála évében történt személyes találkozásuk alapján így írta le a költőt: „Középtermetű, nem kövér és nem sovány, bajusza és torzsolt szakálla szürkülni kezd, de még nem fehér. Keveset és csöndesen beszél szép tiszta hanggal. Lassan sétálgat társaival. Két szemöldöke közt mélyebb redő, s két szemöldöke tiszta, fényes szemekre vet árnyékot. Szép összhangzatos napbarnított piros arc. Rövid kézfején jó vaskos ujjak.”

## Költészete
Töprengő, kételkedő alkat, de „a benne égő tett- és haladásvágy akkor is áttöri végül e tragikus történelemszemlélet burkát, amikor minden érték megkérdőjelezésével, vagy éppen pusztulásával kell szembenéznie”. (Fenyő István)
Vörösmarty a magyar irodalom egyik nagy mítoszteremtője. Felhasznál régieket is (például a Zalán futásában), de ő maga is alkot ilyeneket (legfőképp a Csongor és Tündében): első költőnk, aki műveiben önálló szimbólumrendszert teremtett.

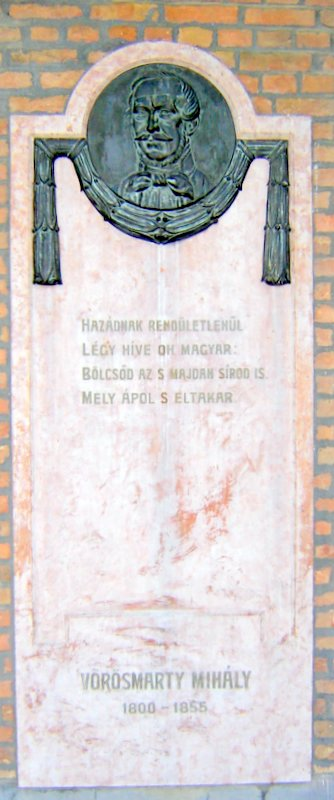
Vörösmarty Mihály domborműve Szegeden

## Ismertebb művei

### Lírai költemények
- Szózat (1836)
- Késő vágy (1839)
- A Guttenberg-albumba (1839)
- Ábránd (1843)
- A merengőhöz (1843)
- Keserű pohár (1843) (bordal a Czillei és a Hunyadiak című drámából – de ismertebb Petur dalaként Erkel Ferenc Bánk bán című operájából)
- Gondolatok a könyvtárban (1845)
- Országháza (1845)
- Az emberek (1846)
- Előszó (1850)
- A vén cigány (1854)

#### A vén cigány
A költeményt a költő hattyúdalának is szokás nevezni, mivel halála előtt írta. A nemzet fájdalmát szólaltatja meg újra Vörösmarty, amelyet a szabadságharc bukása okozott. Áttét a versben, hogy a megszólított "vén cigány" valójában maga a költő, aki így önmagával folytatja a gyötrelmes párbeszédet, amelyben kínzó kérdések sora vetődik fel a múlttal kapcsolatban; majd a remény csillan fel az utolsó szakaszban, hogy „lesz még egyszer ünnep a világon”.

### Elbeszélő költemények
- A Hűség diadalma (1822)
- Zalán futása (1823–24, nemzeti eposz)
- Cserhalom (1825)
- Tündérvölgy (1825)
- A Délsziget (1826)
- Magyarvár (1827)
- Eger (1827)[18][19] (Egert ostromolják, és Dobó Istvánnak meg kell védenie a várat a törököktől.)
- Széplak (1828)
- A rom (1829–30)
- A két szomszédvár (1830–31)
- Szép Ilonka (1833)

### Drámák
- Csongor és Tünde (1830), színjáték 5 felvonásban
- Kincskeresők (1833), szomorújáték négy felvonásban
- Vérnász (1834), szomorújáték öt felvonásban
- Árpád ébredése (1837), előjáték a pesti magyar színház megnyitásának ünnepére
- Marót bán (1838), szomorújáték öt felvonásban
- Czillei és a Hunyadiak (1845), történeti dráma öt felvonásban
- Az áldozat

## Műfordításai
- Ezer egy éjszaka. Arab regék.
- Forget not the field... (Thomas Moore)

### Fordítások Shakespeare-től
- Julius Caesar
- Lear király

## Munkái

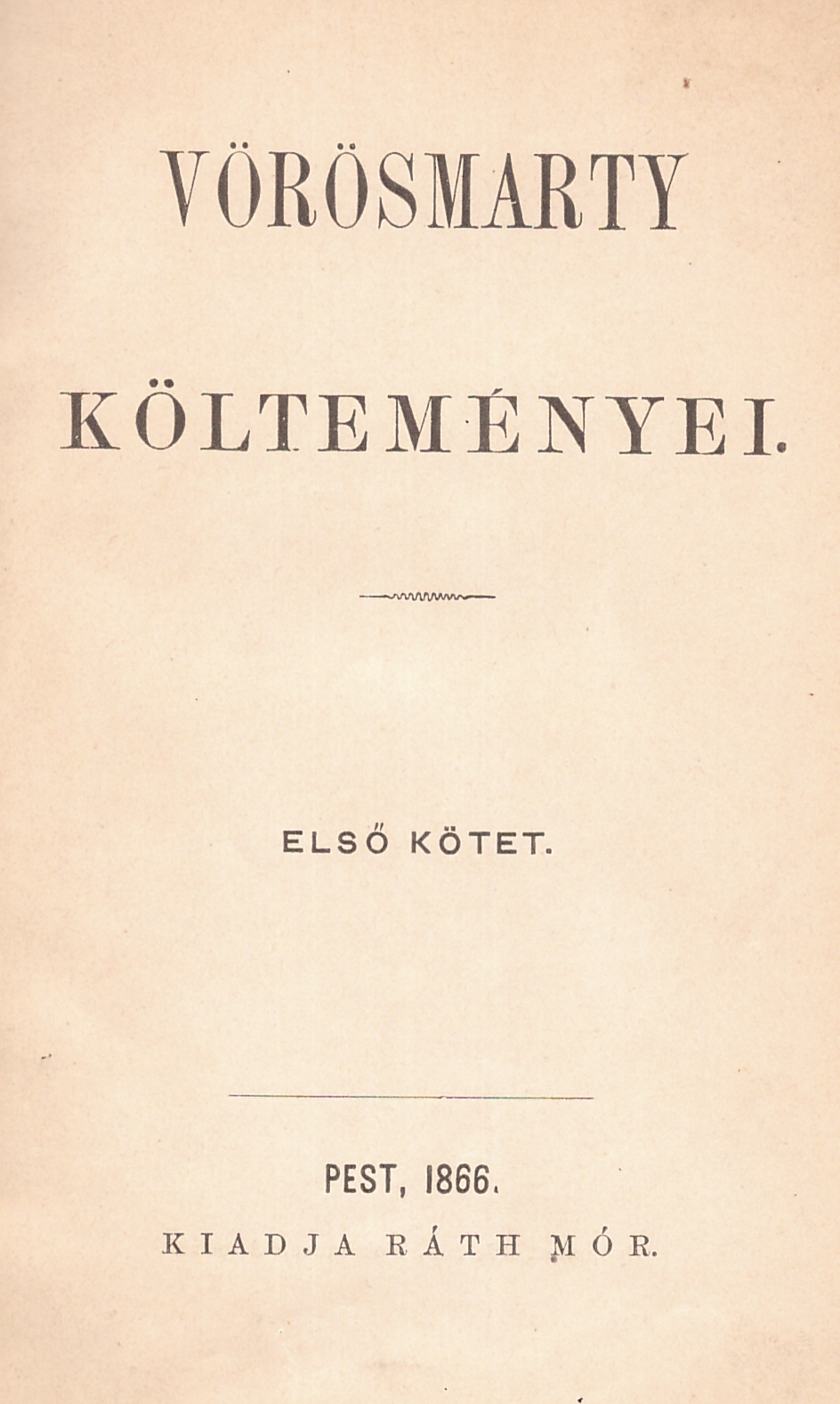
Vörösmarty költeményeinek 1866-os kiadása

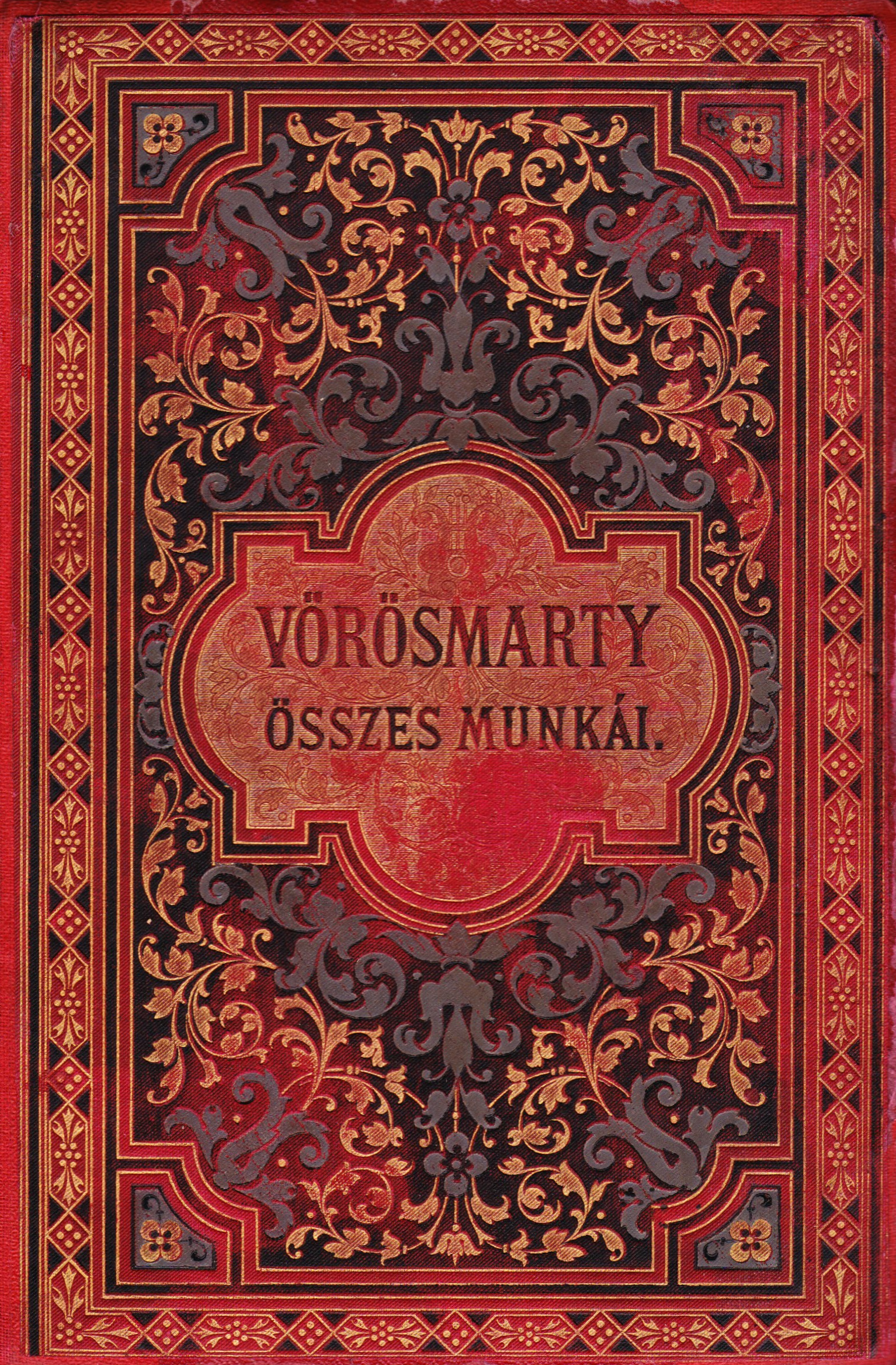
Vörösmarty költeményeinek 1885-ös kiadása

1. Zalán futása. Hősköltemény tíz énekben. Pest, 1825. (a Marczibányi-féle nagyjutalomban részesült. Ism. Hazai és Külföldi Tudosítások 1825. II. 10. sz., Szabadkai főgymn. Értesítője 1885. Újabb kiadásai 12 képpel. Bpest, 1886. Bpest, 1903. Olcsó Könyvtár 1300–1304.; többi kiadásai versgyűjteményeiben; 12. kiadás bevezetéssel és jegyzetekkel ellátta Erdélyi Pál, Bpest, 1904. Jeles Írók Iskolai Tára LXXVI. Bpest, 1906. Segédkönyvek a magyar nyelv és irodalom tanításához 17. Régi magyar könyvtár (41). Magyar Tudományos Akadémia, Budapest. 1937. Németre ford. Kosztka György Bevezetéssel. Halle a. d. S. 1900. Olaszul: ford. Silvio Gigante. Fiume, 1911).
2. Salamon király. Szomorújáték 5 felv. Pest, 1827
3. Ezeregy éjszaka. Arab regék. Ford. V… M…, Pest, 1829–33. I–XI. füzetét. (Újabb kiadásai neve alatt és „Arab regék” c. Pest, 1866. Két kötet és Galland, Habicht. Vörösmarty M. és többek kiadása után rendezte Nádor Gyula. Képekkel díszített első teljes magyar kiadás. Bpest (1884–85). Négy kötetben.
4. A bujdosók. Székesfehérvár, 1830
5. Csongor és Tünde, szomorújáték 5 felv. Székesfehérvár, 1831. Zenéje Erkel Gyulától. (Előadták Pesten 1879. dec. 1. Ism. Beőthy Zsolt, Színműírók, 211. l.; színre alkalmazta Paulay Ede, zenéjét szerzene Allaga Géza és Erkel Gyula. Bpest, 1881. a máj. 20. díszelőadás alkalmából. Ism. a lugosi főgymn. Értesítője 1885., Erdélyi Hiradó 1888. 285. sz. Bpest, 1894. Magyarázta Torkos László. Jeles Írók Iskolai Tára XLVI. Ism. Philologiai Közlöny. 2. jav. kiadás. Székesfehérvár, 1910. és 1903. Pesti Napló-Albumban. Németül. ford. Gärtner Henrik. Strassburg, 1904. Ism. Vasárnapi Ujság 11. sz.)
6. Kurzgefasste ungarische Sprachlehre für Deutsche, nebst einer Auswahl deutsch-ungarischer Uebungsstücke. Aus der ungarischen Handschrift des M. Vörösmarty. Pest, 1832
7. Vörösmarty Mihály munkái. Pest, 1833. Három kötet. (I. Versei. II. Zalán futása. III. Kisebb hőskölteményei. 12 acélmetszet. Az I. és III. a Marczibányi-féle nagy jutalom felét kapta.)
8. Vérnász, szomorújáték 5 felv. Buda, 1834 (A Magyar Tudományos Akadémia által 100 arannyal jutalmazott pályamű. Eredeti Játékszín I. Ism. Honművész 92. sz., 1836. 69. sz. Először adták a budai játékszínben 1834. nov. 8., másodszor aug. 23. és 1836. aug. 23., Kassán 1835. máj. 9., Nagyváradon júl. 18., Debrecenben aug. 8. és nov. 10. 2. kiadás. Buda, 1837)
9. Árpád ébredése. Előjáték a pesti magyar színház megnyitásának ünnepére. Pest, 1837 (Előadatott aug. 22., 27. és nov. 23. Ism. Honművész 1837. 69. sz.)
10. Marót bán. Szomorújáték 5 felv. Buda, 1838 (100 arannyal jutalmazta az Akadémia. Németre ford. Ring Mihály. Pest, 1872. Előadták a pesti Nemzeti Színházban először 1838. máj. 19.)
11. Vörösmarty Mihály újabb munkái. Buda, 1840. Négy kötet. (I. Versek. 200 aranynyal jutalmazta 1841-ben az Akadémia. II. Beszélyek és regék. III. Színművek: Julius Caesar; először adták a pesti Nemzeti Színházban 1842. febr. 26., Árpád ébredése, Kincskeresők, szomj. 4 felv.; először adták 1834. szept. 16. Budán; IV. Színművek: Az áldozat, színj. 5 felv., zenéje Thern Károlytól; először adták Pesten a Nemzeti Színházban 1841. ápr. 26., A fátyol titkai, vígj. 5 felv.; először adták Pesten a Nemzeti Színházban 1844. máj. 7.)
12. Fóti dal. Zenéje Fáy Andrástól; kiadó Garay János. Pest, 1842. (Zenemelléklet a Regélő Pesti Divatlap 104. sz.-hoz.)
13. Czillei és a Hunyadiak. Történeti dráma 5 felv. Pest, 1845. (Előadatott először Pesten a Nemzeti Színházban 1844. jún. 18., másodszor aug. 28.)
14. Vörösmarty Mihály minden munkái. Kiadták barátai: Bajza József és Schedel Ferenc. Pest, 1845–47. Tíz kötet. (Nemzeti Könyvtár. Kiadja a Kisfaludy-Társaság. Összes kiadás egy kötetben. Pest, 1847).
15. Három rege. B. E. ifjú grófnőnek ajánlja 1845-ben. Pest, 1851
16. Lear király. Ford. Pest, 1856. és 1865. (Shakespeare összes színművei 5.)
17. Gedichte. Aus dem Ungarischen in eigenen und fremden metrischen Uebersetzungen, herausgegeben von K. M. Kertbeny. Pest, 1857
18. Szózat. Buda, 1837. Aurora - Hazai Almanach; Német, francia, tót és szerb fordításokkal. Az 1869. év emlékéül ajánlva a Vasárnapi Újság olvasóinak. Pest, 1860. Magyar, német, francia és olasz nyelven. Pest, 1861. Török nyelven. Ford. Vámbéry Ármin. Pest, 1861. Görögül. Ford. Télfy Iván: Pest, 1862. Két kiadás. Magyarul és franciául. Ford. Charles Corand. Pest, 1867. Magyarul és olaszul. Ford. Cipriani Iván. Pola, év n.
19. Minden munkái. Rendezte s jegyzetekkel ellátta Gyulai Pál. V. arck. és életrajzával. Pest, 1861–64. 12 kötet.
20. Julius Caesar. Ford. Pest, 1864. (Shakespeare minden munkái. 2. k. Bevezetéssel és magyarázó jegyzetekkel ellátta Névy László. 3. kiadás. Bpest, 1898. Jeles Írók Iskolai Tára XII. Bpest, 1908. M. Könyvtár 519.)
21. Költeményei. Kiadja Gyulai Pál. Pest, 1865. Négy kötet.
22. Szép Ilonka. Orlay Soma 8 fényképrajzával. Pest, év n. (Zsebkiadás. Pest, 1867, Bpest, 1901. arck. és fénynyom. rajzokkal)
23. Kisebb költeményei. Teljes kiadás. Pest, 1870. (M. Nemzet Családi Könyvtárában. Bpest, 1874)
24. Minden munkái. Uj jutányos kiadás. Pest, 1871. Hat kötet. (M. Nemzet Családi Könyvtára.)
25. Ausgewählte Gedichte. Deutsch von Paul Hoffmann. Bécs, 1885. Bpest, 1886. és Wien, Pest, Leipzig, 1895. arck. (Ism. Budapesti Szemle 81. k.)
26. Sírva vígad a magyar. Bordalok. Bpest, év n. (Historiák 48.)
27. Tréfás versek. Bpest, év n. (Historiák 78.)
28. Az áldozat, szomorújáték 5 felv. Bpest, 1895 (Olcsó Könyvtár 358.)
29. Epikai költeményei. Rendezte Gyulai Pál. Bpest, 1889. Két kötet.
30. Összes művei. Sajtó alá rendezte Gyulai Pál. Bpest, 1884. Hat kötet.
31. Összes munkái. Népszerű kiadás. Sajtó alá rendezte Gyulai Pál. Bpest, 1895. Két kötet.
32. Eger. Három énekben. Bpest, 1895. (Olcsó Könyvtár 359.)
33. A kecskebőr, vagy a megcsúfolt kincskeresők, 6 képpel. Bpest (1898. Jó Könyvek 59.).
34. Cserhalom. Egy énekben. Bpest, 1899. (Olcsó Könyvtár 1138. Magyarázta Pintér Kálmán. Bpest, 1900. Jeles Irók Iskolai Tára XLVII. Németül: Ford. Pachler Faust. Wien, 1878.)
35. Összes munkái. Teljes kiadás. Rendezte és jegyzetekkel kísérte Gyulai Pál. Bpest, 1886. Nyolc kötet. A költő arck. és életrajzával. Megjelent 57 füzetben is.
36. Két szomszédvár. Regényes költői elbeszélés négy énekben. Magyarázta Vozáry Gyula. Bpest, 1887. (Jeles Irók Iskolai Tára XXIX., 2. jav. kiadás. Bpest, 1900. 4. kiadás. Bpest, 1908. Ism. Egyet. Philologiai Közlöny 1888. Válasszal és viszontválasszal és Tanáregylet Közlönye.)
37. Beszélyei és regéi. Bpest, 1901. (Olcsó Könyvtár 1198–1200.)
38. Ausgewählte Gedichte. Uebertragen von Peter Jekel. Sopron és Lipcse, 1901 (Bartók Lajos előszavával.)
39. Vörösmarty Mihály munkái. Sajtó alá rendezte és bevezetéssel ellátta Gyulai Pál. Bpest, 1902. Hat kötet. (Magyar Remekírók 22–27.)
40. Kont Ignác. Un poete Hongrois Michael Vörösmarty. Párizs, 1903. (V. életét, eposzait, költeményeit és színműveit mutatta be.)
41. Válogatott költeményei. Az ifjúság számára összeválogatta Gaál Mózes. V. M. életrajzával és arck. Bpest; 1904. (Kis Könyvtár 67., 68.).
42. Lyrai és vegyes költeményei 1821–1855. Bpest, 1905. (Olcsó Könyvtár 1405–1407.)
43. Válogatott versei. Beőthy Zsolt bevezetésével. Bpest, 1906
44. Vörösmarty Mihály munkái. Bevezetéssel ellátta Gyulai Pál. Magyar művészek képeivel. Bpest, 1906 Három kötet. (Ugyanaz: Remekírók Képes Könyvtára)
45. Vörösmarty Mihály összes költeményei. Költemények. Költői elbeszélések. Drámák. Pályalombok. Shakespeare-fordítások. Sajtó alá rendezte és életrajzzal ellátta Erdei Zalán. Bpest, 1907. Színes képekkel.
46. Vörösmarty Mihály válogatott költeményei. A magyar nép irodalmi könyvtára (1). Magyar Tudományos Akadémia, Budapest, 1930

Levelei Kazinczy Ferenchez, Pest, 1824. febr. 18. és márc. 25. (Kazinczy Ferenc Levelezése XIX.); Peőcz Károlyhoz, Pest 1824. aug. 14. (Budapesti Hírlap 1901. 332. sz.); 1825. febr. 13. (Pesti Napló 1893. 187. sz.); Csajághy Károlyhoz, Szent-Iván, 1853. máj. 7. (Budapesti Hirlap 1911. 39. sz.); Tóth Lőrinchez, Nyék, 1854. aug. 14. (Pesti Hírlap 1911. 94. sz.)
Szerkesztette a Tudományos Gyűjteményt és havi melléklapját, a Koszorút 1827. márciustól 1832 végéig; az Athenaeum c. tudományos, művészeti, kritikai és szépirodalmi hetenként kétszer megjelent lapot és a Figyelmező c. heti társlapját 1837. jan. 1-jétől 1840 végéig (Schedellel és Bajzával); azontúl Bajza szerk. egyedül az Athenaeumot; kiadták Schedel és V. 1843. dec. 31-ig.

## Álnevei
Kalóz (Életképek 1844. II. 442.); Csaba, Holló és Vágotai Kálmán, Pata (A holdvilágos este (később éj), 1829)

## Emlékezete
Első szobrát Székesfehérváron, a róla elnevezett téren állították föl. Vay Miklós készítette 1865-ben.
Nevét viseli többek között:
- több róla elnevezett közterület, például a budapesti és a székesfehérvári Vörösmarty tér;
- oktatási intézmények, pl. Budapesten a Vörösmarty Mihály Gimnázium, Székesfehérváron a Vörösmarty Mihály Ipari Szakképző Iskola valamint a Vörösmarty Mihály Általános Iskola; Érden a Vörösmarty Mihály Gimnázium; Újszászon, valamint Orosházán a Vörösmarty Mihály Általános Iskola;
- a Vörösmarty Színház Székesfehérváron;
- a székesfehérvári Vörösmarty Társaság[21]
- a Nyugat köré csoportosult haladó szellemű írók által 1918-ban létrehozott társaság, a Vörösmarty Akadémia,
- a Vörösmarty Rádió, Székesfehérvár helyi rádióadója.

## A Vörösmarty–Széll–Bajza családok kapcsolata
|                             |                             |                             |                             |                             |                             |  |  |                               |                               |                               |                               |                               |                               |                               |                               |                               |                               |                              |                              |                              |                              |                            |                            |                            |                            | Csajághy János (1780–1846) | Csajághy János (1780–1846) | Csajághy János (1780–1846) | Csajághy János (1780–1846) | Csajághy János (1780–1846)    | Csajághy János (1780–1846)    |                                 |                                 | Takó Zsuzsanna (1788–1859)      | Takó Zsuzsanna (1788–1859)      | Takó Zsuzsanna (1788–1859)      | Takó Zsuzsanna (1788–1859)      | Takó Zsuzsanna (1788–1859)         | Takó Zsuzsanna (1788–1859)         |                                    |                                    |                                    |                                    |                             |                             |                             |                             |                             |                             |                             |                             |                          |                          |                          |                          |                        |                        |                        |                        |  |  |                   |                   |                   |                   |                   |                   |  |  |  |  |
|                             |                             |                             |                             |                             |                             |  |  |                               |                               |                               |                               |                               |                               |                               |                               |                               |                               |                              |                              |                              |                              |                            |                            |                            |                            | Csajághy János (1780–1846) | Csajághy János (1780–1846) | Csajághy János (1780–1846) | Csajághy János (1780–1846) | Csajághy János (1780–1846)    | Csajághy János (1780–1846)    |                                 |                                 | Takó Zsuzsanna (1788–1859)      | Takó Zsuzsanna (1788–1859)      | Takó Zsuzsanna (1788–1859)      | Takó Zsuzsanna (1788–1859)      | Takó Zsuzsanna (1788–1859)         | Takó Zsuzsanna (1788–1859)         |                                    |                                    |                                    |                                    |                             |                             |                             |                             |                             |                             |                             |                             |                          |                          |                          |                          |                        |                        |                        |                        |  |  |                   |                   |                   |                   |                   |                   |  |  |  |  |
|                             |                             |                             |                             |                             |                             |  |  |                               |                               |                               |                               |                               |                               |                               |                               |                               |                               |                              |                              |                              |                              |                            |                            |                            |                            |                            |                            |                            |                            |                               |                               |                                 |                                 |                                 |                                 |                                 |                                 |                                    |                                    |                                    |                                    |                                    |                                    |                             |                             |                             |                             |                             |                             |                             |                             |                          |                          |                          |                          |                        |                        |                        |                        |  |  |                   |                   |                   |                   |                   |                   |  |  |  |  |
|                             |                             |                             |                             |                             |                             |  |  |                               |                               |                               |                               |                               |                               |                               |                               |                               |                               |                              |                              |                              |                              |                            |                            |                            |                            |                            |                            |                            |                            |                               |                               |                                 |                                 |                                 |                                 |                                 |                                 |                                    |                                    |                                    |                                    |                                    |                                    |                             |                             |                             |                             |                             |                             |                             |                             |                          |                          |                          |                          |                        |                        |                        |                        |  |  |                   |                   |                   |                   |                   |                   |  |  |  |  |
|                             |                             |                             |                             |                             |                             |  |  |                               |                               |                               |                               | Vörösmarty Mihály (1800–1855) | Vörösmarty Mihály (1800–1855) | Vörösmarty Mihály (1800–1855) | Vörösmarty Mihály (1800–1855) | Vörösmarty Mihály (1800–1855) | Vörösmarty Mihály (1800–1855) |                              |                              | Csajághy Laura (1825–1882)   | Csajághy Laura (1825–1882)   | Csajághy Laura (1825–1882) | Csajághy Laura (1825–1882) | Csajághy Laura (1825–1882) | Csajághy Laura (1825–1882) |                            |                            |                            |                            |                               |                               |                                 |                                 |                                 |                                 |                                 |                                 |                                    |                                    |                                    |                                    | Csajághy Júlia (1817–1887)         | Csajághy Júlia (1817–1887)         | Csajághy Júlia (1817–1887)  | Csajághy Júlia (1817–1887)  | Csajághy Júlia (1817–1887)  | Csajághy Júlia (1817–1887)  |                             |                             | Bajza József (1804–1858)    | Bajza József (1804–1858)    | Bajza József (1804–1858) | Bajza József (1804–1858) | Bajza József (1804–1858) | Bajza József (1804–1858) |                        |                        |                        |                        |  |  |                   |                   |                   |                   |                   |                   |  |  |  |  |
|                             |                             |                             |                             |                             |                             |  |  |                               |                               |                               |                               | Vörösmarty Mihály (1800–1855) | Vörösmarty Mihály (1800–1855) | Vörösmarty Mihály (1800–1855) | Vörösmarty Mihály (1800–1855) | Vörösmarty Mihály (1800–1855) | Vörösmarty Mihály (1800–1855) |                              |                              | Csajághy Laura (1825–1882)   | Csajághy Laura (1825–1882)   | Csajághy Laura (1825–1882) | Csajághy Laura (1825–1882) | Csajághy Laura (1825–1882) | Csajághy Laura (1825–1882) |                            |                            |                            |                            |                               |                               |                                 |                                 |                                 |                                 |                                 |                                 |                                    |                                    |                                    |                                    | Csajághy Júlia (1817–1887)         | Csajághy Júlia (1817–1887)         | Csajághy Júlia (1817–1887)  | Csajághy Júlia (1817–1887)  | Csajághy Júlia (1817–1887)  | Csajághy Júlia (1817–1887)  |                             |                             | Bajza József (1804–1858)    | Bajza József (1804–1858)    | Bajza József (1804–1858) | Bajza József (1804–1858) | Bajza József (1804–1858) | Bajza József (1804–1858) |                        |                        |                        |                        |  |  |                   |                   |                   |                   |                   |                   |  |  |  |  |
|                             |                             |                             |                             |                             |                             |  |  |                               |                               |                               |                               |                               |                               |                               |                               |                               |                               |                              |                              |                              |                              |                            |                            |                            |                            |                            |                            |                            |                            |                               |                               |                                 |                                 |                                 |                                 |                                 |                                 |                                    |                                    |                                    |                                    |                                    |                                    |                             |                             |                             |                             |                             |                             |                             |                             |                          |                          |                          |                          |                        |                        |                        |                        |  |  |                   |                   |                   |                   |                   |                   |  |  |  |  |
|                             |                             |                             |                             |                             |                             |  |  |                               |                               |                               |                               |                               |                               |                               |                               |                               |                               |                              |                              |                              |                              |                            |                            |                            |                            |                            |                            |                            |                            |                               |                               |                                 |                                 |                                 |                                 |                                 |                                 |                                    |                                    |                                    |                                    |                                    |                                    |                             |                             |                             |                             |                             |                             |                             |                             |                          |                          |                          |                          |                        |                        |                        |                        |  |  |                   |                   |                   |                   |                   |                   |  |  |  |  |
| Vörösmarty Béla (1844–1904) | Vörösmarty Béla (1844–1904) | Vörösmarty Béla (1844–1904) | Vörösmarty Béla (1844–1904) | Vörösmarty Béla (1844–1904) | Vörösmarty Béla (1844–1904) |  |  | Vörösmarty Mihály (1845–1848) | Vörösmarty Mihály (1845–1848) | Vörösmarty Mihály (1845–1848) | Vörösmarty Mihály (1845–1848) | Vörösmarty Mihály (1845–1848) | Vörösmarty Mihály (1845–1848) |                               |                               | Vörösmarty Ilona (1846–1910)  | Vörösmarty Ilona (1846–1910)  | Vörösmarty Ilona (1846–1910) | Vörösmarty Ilona (1846–1910) | Vörösmarty Ilona (1846–1910) | Vörösmarty Ilona (1846–1910) |                            |                            | Széll Kálmán (1843–1915)   | Széll Kálmán (1843–1915)   | Széll Kálmán (1843–1915)   | Széll Kálmán (1843–1915)   | Széll Kálmán (1843–1915)   | Széll Kálmán (1843–1915)   |                               |                               | Vörösmarty Erzsébet (1847–1879) | Vörösmarty Erzsébet (1847–1879) | Vörösmarty Erzsébet (1847–1879) | Vörösmarty Erzsébet (1847–1879) | Vörösmarty Erzsébet (1847–1879) | Vörösmarty Erzsébet (1847–1879) |                                    |                                    | Vörösmarty Irma (1848–1849)        | Vörösmarty Irma (1848–1849)        | Vörösmarty Irma (1848–1849)        | Vörösmarty Irma (1848–1849)        | Vörösmarty Irma (1848–1849) | Vörösmarty Irma (1848–1849) |                             |                             |                             |                             |                             |                             |                          |                          |                          |                          |                        |                        |                        |                        |  |  |                   |                   |                   |                   |                   |                   |  |  |  |  |
| Vörösmarty Béla (1844–1904) | Vörösmarty Béla (1844–1904) | Vörösmarty Béla (1844–1904) | Vörösmarty Béla (1844–1904) | Vörösmarty Béla (1844–1904) | Vörösmarty Béla (1844–1904) |  |  | Vörösmarty Mihály (1845–1848) | Vörösmarty Mihály (1845–1848) | Vörösmarty Mihály (1845–1848) | Vörösmarty Mihály (1845–1848) | Vörösmarty Mihály (1845–1848) | Vörösmarty Mihály (1845–1848) |                               |                               | Vörösmarty Ilona (1846–1910)  | Vörösmarty Ilona (1846–1910)  | Vörösmarty Ilona (1846–1910) | Vörösmarty Ilona (1846–1910) | Vörösmarty Ilona (1846–1910) | Vörösmarty Ilona (1846–1910) |                            |                            | Széll Kálmán (1843–1915)   | Széll Kálmán (1843–1915)   | Széll Kálmán (1843–1915)   | Széll Kálmán (1843–1915)   | Széll Kálmán (1843–1915)   | Széll Kálmán (1843–1915)   |                               |                               | Vörösmarty Erzsébet (1847–1879) | Vörösmarty Erzsébet (1847–1879) | Vörösmarty Erzsébet (1847–1879) | Vörösmarty Erzsébet (1847–1879) | Vörösmarty Erzsébet (1847–1879) | Vörösmarty Erzsébet (1847–1879) |                                    |                                    | Vörösmarty Irma (1848–1849)        | Vörösmarty Irma (1848–1849)        | Vörösmarty Irma (1848–1849)        | Vörösmarty Irma (1848–1849)        | Vörösmarty Irma (1848–1849) | Vörösmarty Irma (1848–1849) |                             |                             |                             |                             |                             |                             |                          |                          |                          |                          |                        |                        |                        |                        |  |  |                   |                   |                   |                   |                   |                   |  |  |  |  |
|                             |                             |                             |                             |                             |                             |  |  |                               |                               |                               |                               |                               |                               |                               |                               |                               |                               |                              |                              |                              |                              |                            |                            |                            |                            |                            |                            |                            |                            |                               |                               |                                 |                                 |                                 |                                 |                                 |                                 |                                    |                                    |                                    |                                    |                                    |                                    |                             |                             |                             |                             |                             |                             |                             |                             |                          |                          |                          |                          |                        |                        |                        |                        |  |  |                   |                   |                   |                   |                   |                   |  |  |  |  |
|                             |                             |                             |                             |                             |                             |  |  |                               |                               |                               |                               |                               |                               |                               |                               |                               |                               |                              |                              |                              |                              |                            |                            |                            |                            |                            |                            |                            |                            |                               |                               |                                 |                                 |                                 |                                 |                                 |                                 |                                    |                                    |                                    |                                    |                                    |                                    |                             |                             |                             |                             |                             |                             |                             |                             |                          |                          |                          |                          |                        |                        |                        |                        |  |  |                   |                   |                   |                   |                   |                   |  |  |  |  |
|                             |                             |                             |                             |                             |                             |  |  |                               |                               |                               |                               |                               |                               |                               |                               |                               |                               |                              |                              | Széll Ilona (1868–1945)      | Széll Ilona (1868–1945)      | Széll Ilona (1868–1945)    | Széll Ilona (1868–1945)    | Széll Ilona (1868–1945)    | Széll Ilona (1868–1945)    |                            |                            |                            |                            | Heckenast Gusztáv (1811–1878) | Heckenast Gusztáv (1811–1878) | Heckenast Gusztáv (1811–1878)   | Heckenast Gusztáv (1811–1878)   | Heckenast Gusztáv (1811–1878)   | Heckenast Gusztáv (1811–1878)   |                                 |                                 | Beniczkyné Bajza Lenke (1839–1905) | Beniczkyné Bajza Lenke (1839–1905) | Beniczkyné Bajza Lenke (1839–1905) | Beniczkyné Bajza Lenke (1839–1905) | Beniczkyné Bajza Lenke (1839–1905) | Beniczkyné Bajza Lenke (1839–1905) |                             |                             | Beniczky Ferenc (1833–1905) | Beniczky Ferenc (1833–1905) | Beniczky Ferenc (1833–1905) | Beniczky Ferenc (1833–1905) | Beniczky Ferenc (1833–1905) | Beniczky Ferenc (1833–1905) |                          |                          | Bajza Jenő (1840–1863)   | Bajza Jenő (1840–1863)   | Bajza Jenő (1840–1863) | Bajza Jenő (1840–1863) | Bajza Jenő (1840–1863) | Bajza Jenő (1840–1863) |  |  | Bajza Irén (1843) | Bajza Irén (1843) | Bajza Irén (1843) | Bajza Irén (1843) | Bajza Irén (1843) | Bajza Irén (1843) |  |  |  |  |
|                             |                             |                             |                             |                             |                             |  |  |                               |                               |                               |                               |                               |                               |                               |                               |                               |                               |                              |                              | Széll Ilona (1868–1945)      | Széll Ilona (1868–1945)      | Széll Ilona (1868–1945)    | Széll Ilona (1868–1945)    | Széll Ilona (1868–1945)    | Széll Ilona (1868–1945)    |                            |                            |                            |                            | Heckenast Gusztáv (1811–1878) | Heckenast Gusztáv (1811–1878) | Heckenast Gusztáv (1811–1878)   | Heckenast Gusztáv (1811–1878)   | Heckenast Gusztáv (1811–1878)   | Heckenast Gusztáv (1811–1878)   |                                 |                                 | Beniczkyné Bajza Lenke (1839–1905) | Beniczkyné Bajza Lenke (1839–1905) | Beniczkyné Bajza Lenke (1839–1905) | Beniczkyné Bajza Lenke (1839–1905) | Beniczkyné Bajza Lenke (1839–1905) | Beniczkyné Bajza Lenke (1839–1905) |                             |                             | Beniczky Ferenc (1833–1905) | Beniczky Ferenc (1833–1905) | Beniczky Ferenc (1833–1905) | Beniczky Ferenc (1833–1905) | Beniczky Ferenc (1833–1905) | Beniczky Ferenc (1833–1905) |                          |                          | Bajza Jenő (1840–1863)   | Bajza Jenő (1840–1863)   | Bajza Jenő (1840–1863) | Bajza Jenő (1840–1863) | Bajza Jenő (1840–1863) | Bajza Jenő (1840–1863) |  |  | Bajza Irén (1843) | Bajza Irén (1843) | Bajza Irén (1843) | Bajza Irén (1843) | Bajza Irén (1843) | Bajza Irén (1843) |  |  |  |  |

### Művei
- Vörösmarty Mihály művei a Magyar Elektronikus Könyvtárban
- Vörösmarty Mihály idegen nyelvre lefordított műveinek listája
- Vörösmarty Mihály válogatott költeményei. A magyar nép irodalmi könyvtára (1). Magyar Tudományos Akadémia, Budapest.
- Vörösmarty életművéből készült, a Magyar Tudományos Akadémia Könyvtár és Információs Központ repozitóriumi gyűjteményeire épülő irodalmi adatbázis (Adatbázis szerkesztő: Sallai-Tóth László, Honlap: Payer Barbara)

### Szakirodalom
- A magyar irodalom története : Vörösmarty Mihály (1800–1855) (MEK)
- Gyulai Pál: Vörösmarty életrajza (MEK)
- Eötvös Károly: Utazás a Balaton körül, Vörösmarty fejezet (MEK)
- A literatura.hu oldalán
- 200 éve született Vörösmarty Mihály. home.iae.nl. [2009. április 7-i dátummal az eredetiből archiválva]. (Hozzáférés: 2017. június 27.)
- A Fazekas Projektben
- Kabai Csaba: "Őrült" struktúra A vén cigányban Kortárs 2007/9.
- Orosz László: A százötven éves Szózat
- Alszeghy Zsolt: Vörösmarty Mihály. In: Magyar lirikusok. Bp., 1921 (5–54. old.)
- Fried István: "...örömem poklokkal határos". Vörösmarty Mihály költői indulásának néhány kérdése; Balatonfüred Városért Közalapítvány, Balatonfüred, 2019 (Tempevölgy könyvek)
- "Vendégek közt vendég". Poétikai örökség és szöveghagyomány: Vörösmarty az ezredforduló után; szerk. Hansági Ágnes, Hermann Zoltán; Balatonfüred Városért Közalapítvány, Balatonfüred, 2020 (Tempevölgy könyvek)

### Egyéb
- Vörösmarty Mihály lap
- Szobra Bonyhádon
- Kristóf György: Fadrusz Mátyás királya és Vörösmarty Szép Ilonkája (MEK)
- Álmodónk, Vörösmarty (MEK)
- Vörösmarty Mihály kéziratai: Válogatás az MTA KIK Kézirattárának Gyűjteményéből
- Kiállítás Vörösmarty Mihálynak az MTA Könyvtár és Információs Központban őrzött hagyatékából